# Gran Premi de Mònaco del 1970
Resultats del Gran Premi de Mònaco de Fórmula 1 de la temporada 1970, disputat al circuit urbà de Montecarlo el 10 de maig del 1970.

## Resultats de la cursa
| Pos | No | Pilot                | Equip                | Voltes | Temps/ Retir.     | Pos. de sort. | Punts |
| --- | -- | -------------------- | -------------------- | ------ | ----------------- | ------------- | ----- |
| 1   | 3  | Jochen Rindt         | Lotus - Ford         | 80     | 1h 54' 37. 4      | 8             | 9     |
| 2   | 5  | Jack Brabham         | Brabham - Ford       | 80     | + 23.1 s          | 4             | 6     |
| 3   | 9  | Henri Pescarolo      | Matra                | 80     | + 51.4 s          | 7             | 4     |
| 4   | 11 | Denny Hulme          | McLaren - Ford       | 80     | + 1' 28.3 min.    | 3             | 3     |
| 5   | 1  | Graham Hill          | Lotus - Ford         | 79     | + 1 Volta         | 16            | 2     |
| 6   | 17 | Pedro Rodríguez      | BRM                  | 78     | + 2 Voltes        | 15            | 1     |
| 7   | 23 | Ronnie Peterson      | March - Ford         | 78     | + 2 Voltes        | 12            |       |
| 8   | 19 | Jo Siffert           | March - Ford         | 76     | Sense combustible | 11            |       |
| Ret | 28 | Chris Amon           | March - Ford         | 60     | Suspensions       | 2             |       |
| NC  | 24 | Piers Courage        | De Tomaso - Ford     | 58     | No Classificat    | 9             |       |
| Ret | 21 | Jackie Stewart       | March - Ford         | 57     | Motor             | 1             |       |
| Ret | 16 | Jackie Oliver        | BRM                  | 42     | Motor             | 14            |       |
| Ret | 8  | Jean-Pierre Beltoise | Matra                | 21     | Diferencial       | 6             |       |
| Ret | 12 | Bruce McLaren        | McLaren - Ford       | 19     | Suspensions       | 10            |       |
| Ret | 14 | John Surtees         | McLaren - Ford       | 14     | Pressió oli       | 13            |       |
| Ret | 26 | Jacky Ickx           | Ferrari              | 11     | Palier            | 5             |       |
| NVQ | 10 | Andrea de Adamich    | McLaren - Alfa Romeo |        |                   |               |       |
| NVQ | 6  | Rolf Stommelen       | Brabham - Ford       |        |                   |               |       |
| NVQ | 15 | George Eaton         | BRM                  |        |                   |               |       |
| NVQ | 2  | John Miles           | Lotus - Ford         |        |                   |               |       |
| NVQ | 20 | Johnny Servoz-Gavin  | March - Ford         |        |                   |               |       |

## Altres
- Pole: Jackie Stewart 1' 24. 0
- Volta ràpida: Jochen Rindt - 1' 23. 2 (a la volta 80)